# Robion
Robion é uma comuna francesa na região administrativa da Provença-Alpes-Costa Azul, no departamento de Vaucluse. Estende-se por uma área de 17,07 km². Em 2010 a comuna tinha 4 661 habitantes (densidade: 273,1 hab./km²).